# Episodi di New Tricks - Nuove tracce per vecchie volpi (quinta stagione)
La quinta stagione di New Tricks - Nuove tracce per vecchie volpi è composta da 8 episodi. In Italia viene trasmessa su Giallo, canale 38 del digitale terrestre.
| nº | Titolo originale        | Titolo italiano   | Prima TV UK    | Prima TV Italia |
| -- | ----------------------- | ----------------- | -------------- | --------------- |
| 1  | Spare Parts             | Pezzi di ricambio | 7 luglio 2008  | 2009            |
| 2  | Final Curtain           | Sipario!          | 14 luglio 2008 |                 |
| 3  | A Face For Radio        | L'incendio        | 21 luglio 2008 |                 |
| 4  | Loyalties and Royalties | Diritti d'autore  | 28 luglio 2008 |                 |
| 5  | Couldn't Organise One   | Chi beve birra    | 4 agosto 2008  |                 |
| 6  | Magic Majestic          | A me gli occhi    | 11 agosto 2008 |                 |
| 7  | Communal Living         | Pace e amore      | 18 agosto 2008 |                 |
| 8  | Mad Dogs                | Senza controllo   | 25 agosto 2008 | 2009            |